# William A. Blakley

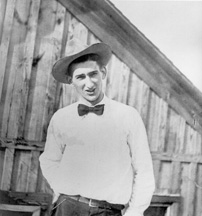
William A. Blakley

William Arvis Blakley (* 17. November 1898 in Miami Station, Caroll County, Missouri; † 5. Januar 1976 in Dallas, Texas) war ein US-amerikanischer Politiker der Demokratischen Partei. 1957 und 1961 saß er jeweils für kurze Zeit für den US-Bundesstaat Texas im US-Senat. 

## Biographie
Blakley wurde in der kleinen Ortschaft Miami Station in Missouri geboren. Schon kurz nach seiner Geburt zog er mit seinen Eltern nach Oklahoma. Als junger Mann arbeitete er auf einer Ranch. Während des Ersten Weltkrieges diente er in der United States Army. 1933 wurde Blakley als Rechtsanwalt zugelassen und stieg in eine Anwaltskanzlei in Dallas ein. Mit seinen Mandaten verdiente er bis zum Jahr 1957 geschätzte 300 Millionen Dollar.
Nachdem Allan Shivers sich 1956 entschieden hatte, nicht erneut als Gouverneur von Texas zu kandidieren, tat dies Senator Price Daniel. Daniel trat im Januar 1957 zurück, Blakley wurde von Shivers als eine seiner letzten Amtshandlungen zum Nachfolger von Daniel in den Senat berufen. Blakley hatte sich in Texas mit seinen Mandaten einen Namen gemacht. Bei der Nachwahl für den Sitz von Daniel, die im April 1957 stattfand, kandidierte Blakley auf Druck der Partei nicht, stattdessen ging Ralph Yarborough erfolgreich für die Demokraten ins Rennen. Somit schied Blakley nach etwas mehr als vier Monaten wieder aus dem Senat aus. Bei den Vorwahlen zu den regulären Senatswahlen in Texas 1958 kandidierte Blakley erfolglos gegen seinen Nachfolger Yarborough. 
Nachdem Lyndon B. Johnson zum US-Vizepräsident gewählt wurde, legte er Anfang Januar 1961 seinen Sitz im Senat nieder. Blakley wurde von Gouverneur Daniel erneut in den Senat berufen. Bei der folgenden Nachwahl im Juni kandidierte Blakley diesmal, musste allerdings gegen den Republikaner John Tower eine Niederlage einstecken. Es war das erste Mal nach der Reconstruction, dass die Texaner einen republikanischen Kandidaten in den Senat wählten. Somit schied Blakley im Juni 1961 wieder aus dem Senat aus, diesmal nach etwas mehr als sechs Monaten im Amt. 
Blakley zog sich schließlich nach Dallas zurück, wo er als Rechtsanwalt weiter tätig war. Er starb im Januar 1976 in Dallas. Mit seiner Frau Villa hatte er keine Kinder. An der University of Dallas wurde nach seinem Tod eine Bibliothek nach ihm benannt. 